# Бертон, Сидони
Сидони Бертон (фр. Sidonie Berthon; 1803—1871) — французская художница-портретистка, миниатюристка по слоновой кости.

## Биография
Родилась в 1803 году в Вене в семье придворного художника Наполеона Рене Бертона, сестра художника Джорджа Бертона.
Первоначально живописи обучалась у отца, затем брала уроки у французской миниатюристки — мадам Лизинска де Мирбель.
В марте 1837 года вместе с отцом выставила пять своих миниатюр в Королевском музее (Лувр). Затем она регулярно выставлялась в Салоне (вплоть до 1859 года). Была удостоена медалей Салона: бронзовой (1840), серебряной (1841) и золотой (1845). Её работа Portrait de M. Nacquart была представлена на Всемирной выставке 1855 года в Париже.
Мастерская художницы находилась на 50 rue de Bellechasse, а затем на 74 rue Saint-Dominique (с 1853 года).
Умерла 31 января 1871 года в Париже.

## Труды
Работы Сидони Бертон находятся в музеях Франции, а также в Художественном музее в Сент-Луисе, Миссури, США (Femme en robe rouge et noire).
Некоторые работы:
- Portrait du comte de Boulois (1838),
- Portrait de la comtesse de Boulois (1838),
- Portrait de la duchesse Decazes (Салон, 1845),
- Portrait de M. Gournay,
- Portrait de M. Lafosse (Салон, 1848),
- Portrait de Lizinska de Mirbel (Салон, 1850),
- Portrait de M. Nacquart (Всемирная выставка, 1855).